# Восьмицилиндровый двигатель

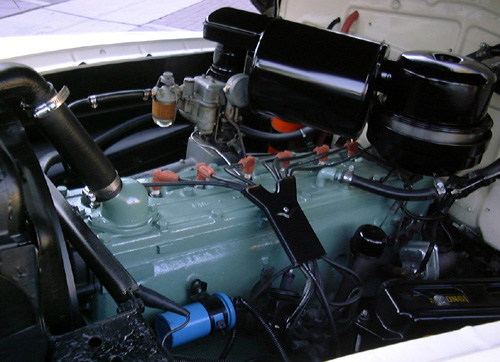
Рядный восьмицилиндровый нижнеклапанный двигатель автомобиля Oldsmobile выпуска 1940-х годов

Восьмицили́ндровые дви́гатели — двигатели внутреннего сгорания, имеющие восемь цилиндров.

## Рядный восьмицилиндровый двигатель
Рядный восьмицилиндровый двигатель — конфигурация двигателя внутреннего сгорания с рядным расположением восьми цилиндров, и поршнями, вращающими один общий коленчатый вал. Часто обозначается I8 или L8 (Straight-8, In-Line-Eight).
Является полностью сбалансированной конфигурацией двигателя. По сравнению с рядным шестицилиндровым двигателем I8 совершает больше рабочих циклов в единицу времени, и, как следствие, работает более плавно под нагрузкой и не создаёт дополнительных вибраций в трансмиссии автомобиля на малых оборотах.
Вследствие этого, а также — благодаря простоте изготовления относительно V8, в прошлом (1920-е — 1950-е годы) рядные восьмёрки часто применялись на спортивных и дорогостоящих легковых автомобилях, особенно в США. В довоенные годы варианты комплектации с такими двигателями имели практически все американские автомобили среднего и высшего классов, за исключением марок Cadillac, Mercury и Lincoln, которые традиционно использовали только V8. Модели Buick имели верхнеклапанные I8, остальные марки использовали схему с нижним расположением клапанов. Первым серийным автомобилем с двигателем этой конфигурации был Packard Straight Eight модели 1923 года. В СССР двигатель такой компоновки использовался на автомобилях высшего класса Л-1, ЗИС-101 и ЗИС-110.
Однако большая длина такого двигателя требует длинного моторного отсека, что делает I8 неприемлемым для современных легковых автомобилей. Кроме того, длинные коленчатый и распределительные валы подвержены дополнительным торсионным (на скручивание) нагрузкам, что существенно снижает их ресурс, а при увеличении числа оборотов двигателя выше определённого предела из-за деформации коленчатого вала возникает риск физического контакта между шатунами и стенками картера, что приводит к выходу двигателя из строя.
По этим причинам использование конфигурации L8 всегда сводилось к двигателям большого рабочего объёма с небольшими максимальными оборотами. В настоящее время на автомобилях этот тип двигателя практически полностью вытеснен менее сбалансированным, но намного более компактным и лучше поддающимся форсированию V8, однако рядные 8-цилиндровые двигатели продолжают использоваться на тепловозах, судах и в стационарных установках.

## V-образный 8-цилиндровый двигатель

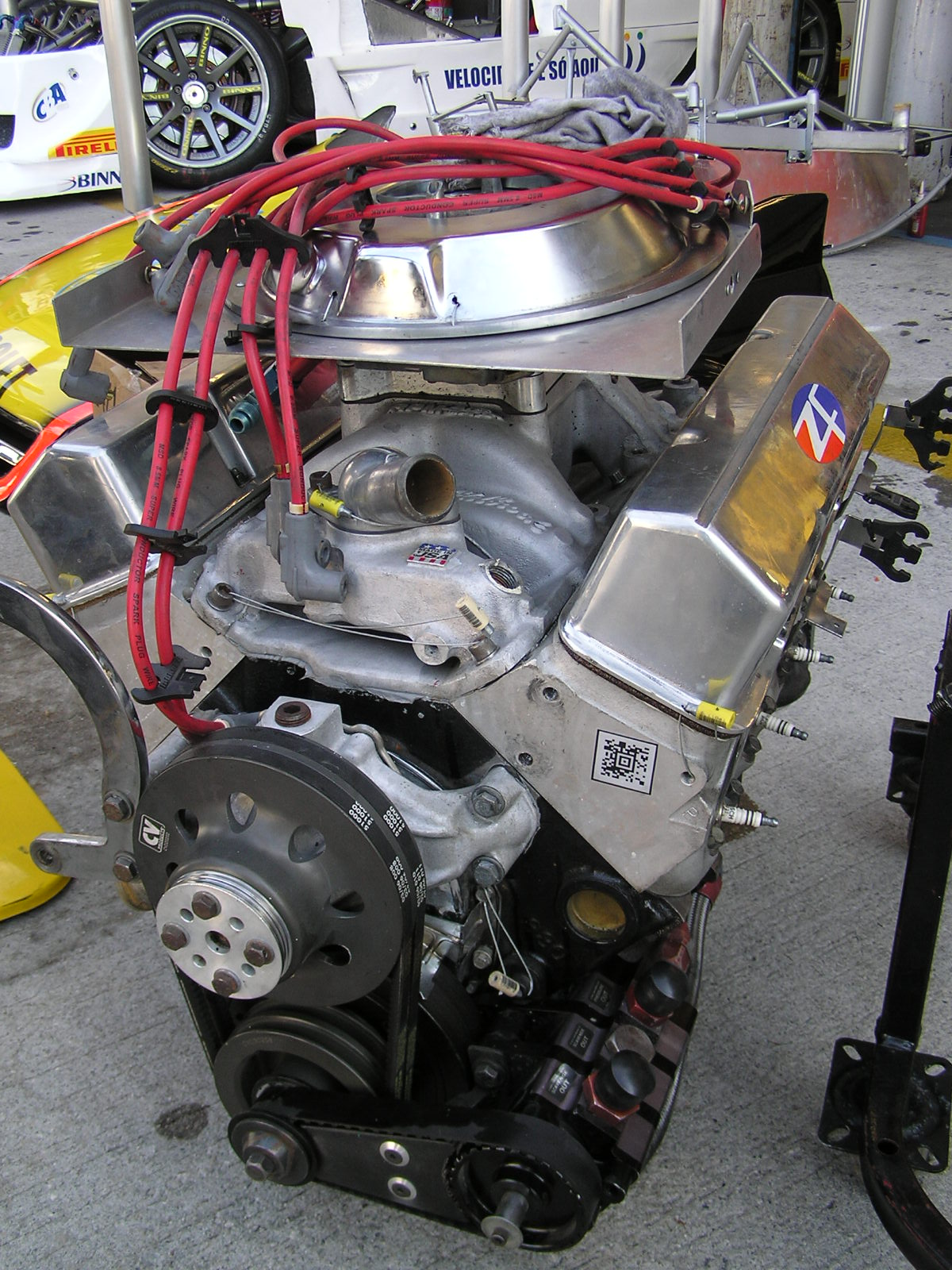
V8 Chevrolet-ZF

V-образный 8-цилиндровый двигатель — двигатель внутреннего сгорания с V-образным расположением восьми цилиндров двумя рядами по четыре, и поршнями, вращающими один общий коленчатый вал. Часто его обозначают как V8 (англ. «Vee-Eight», «Ви-Эйт»)

### Общий обзор
V8 — конфигурация, часто используемая в автомобильных двигателях большого рабочего объёма. Редкие V8 обладают рабочим объёмом менее трёх литров. Максимальный же рабочий объём современных серийных V8 для легковых автомобилей достигает 13 литров (малосерийная Weineck Cobra 780 cui). Получивший широкое распространение российский дизель ЯМЗ-238 имеет рабочий объём 14,9 л. На крупных тракторах и грузовых автомобилях встречаются двигатели V8 рабочим объёмом до 24 л.
V8 также часто используется в высших эшелонах автоспорта, особенно в США, где он обязателен в IRL, ChampCar и NASCAR. В 2006 году Формула 1 перешла на использование безнаддувного двигателя V8 объёмом 2,4 литра взамен 3-литровых V10, с целью снижения мощности автомобилей, однако с 2015 года там применяется турбированный двигатель V6, объёмом 1,6 литра.
V8 объёмом всего лишь 500 см³ использовался на гоночном мотоцикле Moto Guzzi V8 1955 года; позже количество цилиндров на гоночных мотоциклах было ограничено.

### Технические особенности
Двигатели V8 выпускаются с различной конфигурацией коленчатого вала, которые обладают различными характеристиками и благодаря этому имеют свои сферы применения.

#### Конфигурация с плоским коленвалом
Двигатель с плоским коленвалом содержит в себе коленвал, аналогичный тем, что применяется в рядных четырёхцилиндровых двигателях (L4), каждая шатунная шейка которого использует два цилиндра, расположенных в разных блоках, всего шатунных шеек — 4. Центральные кривошипы вала направлены в одну сторону, а пара крайних развёрнуты на 180° относительно средних. Рабочие такты в таком двигателе происходят попеременно в правом и левом блоках цилиндра; порядок рабочих тактов в каждом блоке аналогичен двигателю L4.
Свойства такого двигателя во многом аналогичны двигателям L4: у него полностью уравновешены силы инерции 1-го порядка, однако неуравновешена горизонтальная сила инерции 2-го порядка поршней и верхних частей шатунов, вызванная несинусоидальным движением поршней. Уравновесить эту силу возможно с помощью применения двух балансировочных валов, вращающихся в разные стороны с удвоенной скоростью коленвала в разные стороны.
Применяется такая конфигурация, как правило, на высокооборотистых двигателях гоночных автомобилей, например, Ferrari, где требования к вибронагруженности не так важны. Она позволяет максимально облегчить коленвал, а благодаря равномерным интервалам чередования вспышек в каждом отдельном ряде цилиндров данный двигатель позволяет использовать конструктивно простую настроенную систему выхлопа отработанных газов. В результате этого достигается кривая крутящего момента, сдвинутая к 7000—8500 мин−1, а на оборотах ближе к низким двигатель «спит», а настроенный выпуск дает характерное «формульное», «металлическое» звучание. Основным применяемым углом развала является 90°, обеспечивающий равномерные интервалы поджига смеси без применения смещённых шатунных шеек коленвала.
В дорожных автомобилях такая конфигурация применяется редко.

#### Конфигурация с крестообразным коленвалом
У такого двигателя шатунные шейки средних цилиндров развёрнуты относительно друг друга на 180°, а крайние повёрнуты на 90° относительно средних и развёрнуты на 180° относительно друг друга. Шатунных шеек так же 4: шатуны противоположных цилиндров имеют общие шатунные шейки. Такая конфигурация позволяет уравновесить силы инерции 2-го порядка взаимным движением поршней без применения балансировочных валов, однако создаёт ряд других проблем.
Во-первых, у такого двигателя нескомпенсирован колебательный момент сил первого порядка, обусловленный возвратно-поступательным движением поршней. Если угол развала составляет 90°, то его можно полностью скомпенсировать установкой двух противовесов на крайних щёках коленвала, также иногда применяется маховик и шкив с дисбалансом, при этом не требуется применение балансировочных валов, но двигатель по этой причине обладает большой инерцией, что ограничивает возможность его работы на высоких оборотах.
Во-вторых, порядок рабочих тактов в каждом блоке ряду неравномерен. К примеру, у двигателей КамАЗ-740 и двигателей ЗМЗ очерёдность работы цилиндров такая: 1-5-4-2-6-3-7-8 (во всех других V8 порядок либо такой же, либо зеркальный, при этом может отличаться нумерация цилиндров). Как видно, рабочий ход в цилиндрах 4 и 2, а также 7 и 8, расположенных в левом и правом блоках соответственно, происходят подряд, при этом в другом блоке рабочего хода не происходит. В результате в выхлопная система создаёт много низкочастотного шума, выхлоп данного двигателя по этой причине акустически некомфортен, обладает характерным «бормотанием» и «бульканьем». Для настроенных систем впуска и выпуска требуется связать вместе выхлопные трубы от отдельных рядов цилиндров, в результате они напоминают пучок змей, как в Ford GT40.
Сложная система выпуска отработанных газов была основной проблемой для конструкторов одноместных гоночных автомобилей, а наличие массивных противовесов на валу утяжеляет коленвал, не позволяя ему быстро разгоняться и замедляться, поэтому данная конфигурация обычно не применяется на спортивных автомобилях. Обычно для таких V8 характерно обилие крутящего момента на низких и средних оборотах, и при применении схемы газораспределения OHV двигатель не развивает более 6500 об/мин. Двигатели с такой характеристикой устанавливаются на американские автомобили, а также в наше время преимущественно на пикапы и внедорожники, дорогие модели фирм Mercedes-Benz, Lexus с изменяемыми фазами газораспределения. Благодаря хорошей и ровной тяге такие моторы основную часть времени работают на небольших оборотах, что положительно сказывается на моторесурсе и акустическом комфорте. В паре с ними оптимально использование классической гидромеханической автоматической трансмиссии, так как потери в гидравлическом элементе при характерных для них значениях крутящего момента и небольших максимальных оборотах сравнительно невелики.
Кроме того, двигатели V8 с крестообразным коленвалом активно применялись на грузовиках, автобусах, судах и железнодорожном транспорте. К примеру советские грузовики и автобусы СССР чаще всего использовали именно V8, среди них ЗиЛ-131, ГАЗ-53, ЛиАЗ-677 и другие. В настоящее время V8 в этих местах применяется всё реже, заменяется на рядные, как правило, 4- и 6-цилиндровые двигатели, к примеру, ЯМЗ-534/536.

#### Углы развала
Наибольшее число производителей V8 использовали и используют угол развала в 90°, поскольку именно с таким углом развала в двигателе с крестообразным коленвалом не требуется использовать балансировочный вал. Кроме того, многие двигатели конфигураций V6 (например, ЯМЗ-236) и V10, разработанные на базе двигателей V8, также часто имеют угол развала 90°.
Поскольку многие двигатели конфигураций V6 и V10 были созданы на базе V8, они также часто имеют угол развала 90°, к примеру ЯМЗ-236) и PRV.
В качестве примера двигателя с отличным от 90° углом развала можно взять Ford/Yamaha V8, используемый в автомобиле Ford Taurus SHO. Он был разработан на базе мотора Ford Duratec V6 и имеет общий с ним угол развала в 60°. В нём для уравновешивания момента 1-го порядка применён балансировочный вал, а также для обеспечения равномерных интервалов поджига смеси используются смещённые шатунные шейки коленвала. Одна из версий этого двигателя используется в автомобилях Volvo начиная с 2005 года.
Так же выпускается серия среднеоборотных дизелей Д49, применяемых на тепловозах, судах, передвижных электростанциях, выполнена с прицепными шатунами одного ряда цилиндров и углом развала 42°, который эквивалентен углу развала 45° при использовании обычных шатунов.
В автомобилях Lamborghini используется угол развала 88°.

### История
В 1902 году француз Леон Левавассер (фр. Léon Levavasseur) получил патент на двигатель Antoinette V8, производство которого было начато в 1904 году. Он устанавливался на малые суда и самолёты.
В 1905 году английская фирма Rolls-Royce построила 3 экземпляра модели V8 с двигателем рабочим объёмом 3536 см³. Так как полная мощность этого мотора позволяла превысить установленную тогдашним британским законодательством для «самобеглых колясок» максимальную скорость в 20 миль в час (32 км/ч), на него устанавливался ограничитель оборотов. Удалось продать лишь один автомобиль (шасси 40518), да и он вскоре был возвращён фирме-изготовителю и отправлен в металлолом. Остальные использовались для демонстрации и в качестве транспорта для посетителей фабрики. 1905 Rolls-Royce V8 — единственная модель фирмы, ни одного экземпляра которой не сохранилось до наших дней.
В 1910 году французский производитель De Dion-Bouton представил публике 7773-кубовый V8 для автомобиля. В 1912 году он был экспонатом выставки в Нью-Йорке, где вызвал неподдельный интерес у публики. И хотя сама фирма выпустила очень немного автомобилей с этим двигателем, в США идея V8 большого рабочего объёма «пустила корни» всерьёз и надолго. Правда, первый американский V8 разработала фирма Marmon ещё в 1904 году, но он был исключительно опытным и не предназначался для серийного производства.
Первым относительно массовым автомобилем с V8 стал Cadillac модели 1914 года. Двигатель имел объём 5429 см³ и был нижнеклапанным, в первый же год было выпущено порядка 13 тысяч «Кадиллаков» с этим двигателем. Oldsmobile, другое подразделение GM, в 1916 году выпустил собственный V8 объёмом 4 литра. Chevrolet начал выпуск 4,7-литровых V8 в 1917 году, но в 1918 году фирма была включена в состав GM на правах подразделения и сосредоточилась на выпуске экономичных «народных» автомобилей, которым по понятиям тех лет V8 не полагался, так что производство двигателя было прекращено.
В сегмент недорогих автомобилей V8 перенесла фирма Ford с её Model 18 (1932). Технической особенностью двигателя этого автомобиля был блок цилиндров в виде одной чугунной отливки. Это нововведение потребовало значительного усовершенствования технологии литья. Достаточно сказать, что до 1932 года создание подобного двигателя представлялось многим технически невозможным. V-образные двигатели тех лет имели отдельные от картера цилиндры, что делало их изготовление сложным и дорогостоящим. Двигатель модели 18 получил название Ford Flathead и выпускался в США до 1954 года, когда его сменил верхнеклапанный Ford Y-Block, а в Европе и Бразилии — до начала 1960-х (на грузовиках — до начала 1990-х). На других американских автомобилях этого ценового сегмента (Plymouth, Chevrolet) V8 появились лишь в пятидесятые годы.
Начиная с 1930-х — 1940-х годов двигатели конфигурации V8 получили в Северной Америке очень широкое распространение. Вплоть до 1980-х годов версии, оснащённые двигателями V8, имели североамериканские модели всех классов, кроме субкомпактов. В частности, на конец 1970-х годов, до 80 % выпущенных в США легковых автомобилей имели двигатель конфигурации V8. Поэтому двигатели V8, как правило, ассоциируются именно с североамериканской автомобильной промышленностью, значительная часть терминологии так же имеет американское происхождение. Именно V8, в частности, снабжались в 60-е и начале 70-х годов так называемые «маслкары».
По такой же схеме строились советские карбюраторные двигатели типа ЗМЗ-53А (66, 511, 513, 523 и т. д.) и ЗИЛ-130, а также легковые автомобилей «Чайка» и ЗИЛ, причём двигатели выпуска Заволжского завода имеют алюминиевые гильзованные блоки цилиндров и доведены до требований норм Евро 4 (5).
В Европе же в довоенные и первые послевоенные годы такими двигателями оснащали преимущественно автомобили высших классов, собираемые в мизерных количествах вручную. Например, Tatra T77 (1934—1938) имела 3,4-литровый V8 и была выпущена в количестве всего 249 единиц.
В 1950-е годы в производственной программе европейских производителей премиум-сегмента появляются серийные модели с V8, например, BMW 502 или Facel Vega Excellence (последняя имела американский двигатель производства Chrysler). Но и тогда, и впоследствии они оставались на европейских легковых автомобилях относительно редкой экзотикой. После нефтяного кризиса начала 70-х же, двигатели большого рабочего объёма в Европе вообще сильно потеряли спрос, и после этого V8 встречались лишь на самых дорогих комплектациях автомобилях таких производителей категории «премиум», как BMW или Mercedes.
Автомобили фирмы Bentley (и, до недавнего времени, Rolls-Royce) оснащались и продолжают оснащаться моторами V8 серии L (от L410 1959 года до современного L410HT, 6,2—6,75 л). Что интересно, среди современных бензиновых моторов — это один из самых низкооборотистых двигателей. Несмотря на двойной турбонаддув, мотор имеет «красную зону» при 4,5 тыс. оборотов в минуту и холостой ход немногим больше 500 об/мин (большая часть современных дизельных двигателей обладает намного большими «скоростями работы»). Несмотря на то, что мотору более 50 лет, разработчики и инженеры добились от мотора с глубоко консервативной схемой клапанного механизма OHV (верхние клапаны, нижний распредвал, привод толкателями) изменяемых фаз газораспределения путём установки распредвала сложной формы.

#### В СССР и России
V8 широко применялся на различных автомобилях, грузовиках, автобусах, сельхозтехнике, военной технике. В частности - это представительские легковые автомобили "Чайка" ГАЗ-13 и ГАЗ-14, лимузины ЗИЛ-111, ЗИЛ-114 и ЗИЛ-115; грузовики: ГАЗ-53, ГАЗ-66, ГАЗ-3307 и разработанные на их основе, ЗИЛ-130 и модификации, КамАЗ, МАЗ, КрАЗ, Урал-375Д; автобусы ЛиАЗ-677, ЛАЗ-695 и ЛАЗ-699 с двигателем ЗИЛ, ЛиАЗ-5256 и НефАЗ-5299 с дизельными двигателями КамАЗ-740, последний также с газовым двигателем КамАЗ-820; ПАЗ-672 и ПАЗ-3205 с двигателями ЗМЗ-523, −5234 и −5245.
В настоящее время выпускаются автобусы ПАЗ-320530 с инжекторным двигателем ЗМЗ-5245, а также НефАЗ-5299-ХХ-56 с газовым двигателем КамАЗ-820, отвечающие нормам Евро-5.